# 외르스테드 메달
외르스테드 메달(영어: Oersted Medal)은 물리학 교육에 기여한 미국의 물리학 교사에게 수여되는 미국의 상이다. 덴마크의 과학자 한스 크리스티안 외르스테드를 이름을 딴 것이다.

## 수상자 목록
| 년도 | 수상자 이름               |
| 1936 | 윌리엄 서다즈 프랭클린    |
| 1937 | 에드어드 허버트 홀        |
| 1938 | 알렉산더 윌머 더프        |
| 1939 | 벤저민 해리슨 브라운      |
| 1940 | 로버트 앤드루스 밀리컨    |
| 1941 | 헨리 크루                 |
| 1942 | 없음                      |
| 1943 | 조지 월터 스튜어트        |
| 1944 | 롤런드 로이 틸스턴        |
| 1945 | 호머 리바이 도지          |
| 1946 | 레이 리 에드워즈          |
| 1947 | 두에인 롤러               |
| 1948 | 윌리엄 할리 바버          |
| 1949 | 아르놀트 조머펠트         |
| 1950 | 오린 H. 스미스            |
| 1951 | 존 웨슬리 혼벡            |
| 1952 | 앤설 A. 놀턴              |
| 1953 | 리처드 M. 서튼            |
| 1954 | 클리퍼드 N. 월            |
| 1955 | 버넷 E. 이턴              |
| 1956 | 조지 E. 울른벡            |
| 1957 | 마크 W. 지먼스키          |
| 1958 | J. W. 버크타              |
| 1959 | 폴 커크패트릭             |
| 1960 | 로버트 W. 폴              |
| 1961 | 제럴드 R. 재커리어스      |
| 1962 | 프랜시스 W. 시어스        |
| 1963 | 프랜시스 L. 프리드먼      |
| 1964 | 월터 크리스천 마이킬스    |
| 1965 | 필립 모리슨               |
| 1966 | 레너드 I. 시프            |
| 1967 | 에드워드 밀스 퍼셀        |
| 1968 | 하비 E. 화이트            |
| 1969 | 에릭 M. 로저스            |
| 1970 | 에드윈 C. 캠블            |
| 1971 | 우리 하버샤임             |
| 1972 | 리처드 파인먼             |
| 1973 | 아놀드 에런스             |
| 1974 | 멜바 N. 필립스            |
| 1975 | 로버트 레스닉             |
| 1976 | 빅토어 바이스코프         |
| 1977 | H. 리처드 크레인          |
| 1978 | 윌리스 A. 힐턴            |
| 1979 | 찰스 키틀                 |
| 1979 | 폴 E. 클롭스테그 (특별상) |
| 1980 | 제럴드 홀턴               |
| 1981 | 로버트 카플러스           |
| 1982 | 이지도어 아이작 라비      |
| 1983 | 존 아치볼드 휠러          |
| 1984 | 프랭크 오펜하이머         |
| 1985 | 샘 트리먼                 |
| 1986 | 스탠리 S. 밸러드          |
| 1987 | 클리퍼드 E. 스워츠        |
| 1988 | 노먼 포스터 램지          |
| 1989 | 앤서니 P. 프렌치          |
| 1990 | 칼 세이건                 |
| 1991 | 프리먼 다이슨             |
| 1992 | 오이겐 메르츠바허         |
| 1993 | 한스 베테                 |
| 1994 | E. 레너드 조셈            |
| 1995 | 로버트 벡클라크           |
| 1996 | 도널드 F. 홀컴            |
| 1997 | 다니엘 클레프너           |
| 1998 | 에드윈 F. 테일러          |
| 1999 | 데이비드 L. 굿스타인      |
| 2000 | 존 G. 킹                  |
| 2001 | 릴리언 C. 맥더멋          |
| 2002 | 데이비드 헤스티니스       |
| 2003 | 에드워드 W. 콜브          |
| 2004 | 로렌스 클라우스           |
| 2005 | 유진 D. 코민스            |
| 2006 | 케네스 W. 포드            |
| 2007 | 칼 위먼                   |
| 2008 | 밀드리드 S. 드리슬호스    |
| 2009 | 조지 스무트               |
| 2010 | 없음                      |
| 2011 | F. 제임스 러더퍼드        |
| 2012 | 찰스 H. 홀브로            |
| 2013 | 에드워드 F. 레디시        |
| 2014 | 딘 졸만                   |
| 2015 | 칼 C. 마몰라              |
| 2016 | 존 윈스턴 벨처            |
| 2017 | 얀 토보치닉               |
| 2018 | 바버라 L. 휘튼            |
| 2019 | 게이 스튜어트             |
| 2020 | 데이비드 소콜로프         |
| 2021 | 셜리 앤 잭슨              |
| 2022 | 없음                      |
| 2023 | 실베스터 제임스 게이츠    |
| 2024 | 로라 H. 그린              |